# Syrianidae
Syrianidae es una familia de foraminíferos bentónicos de la superfamilia Loftusioidea, del suborden Loftusiina y del orden Loftusiida. Su rango cronoestratigráfico abarca el Calloviense (Jurásico medio).

## Discusión
Clasificaciones previas incluían Syriana en la familia Cyclolinidae, y hubiesen incluido Syrianidae en el suborden Textulariina, en el orden Textulariida o en el orden Lituolida.

## Clasificación
Syrianidae incluye al siguiente género:
- Syriana †